# Mech Mice
"Mech Mice"  es un juego de estrategia basado en un tipo de guerra entre ratones súper inteligentes y bichos robot, o llamados en el juego: "Bugs", comandados por Algernon, un súper ratón desarrollado con un intelecto superior a todos los ratones, lanzado en fase beta el 9 de julio de 2013, y a meses después de la beta fue lanzado el oficial. "Mech Mice" es sacado a flote por la compañía en crecimiento: Hyper Hippo Games, creada por Lance Priebe y Pascale Audette, y sus principales miembros son: Ty Summach, mánager de marketing, Russ Horton, productor y programador de juego, Amy Pelletier, mánager administrativo, Chris Hendricks, encargado del prototipo del juego, Michael Ratch, mánager de operación, Kevin Yocker, programador del servidor, Cody Vigue, diseñador de niveles, Cale Atkinson, director de arte, Andrew Pearson-Roach, diseñador de niveles y de 3D, Johnny Jansen, mánager de comunidad y creador de los vídeos de Hyper Hippo Games y Paul Moore, programador de juego multiplayer.
Mech Mice es de los mismos creadores del juego Disney Club Penguin. Varios extrabajadores de Club Penguin se encuentran trabajando ahora en Mech Mice.

## Contenido
Mech Mice aún no tiene todo el contenido que suele tener un juego de estrategia, pero este es su principal contenido:
1. Season 1

- Chapter 1 (8 niveles)

- Chapter 2 (8 niveles)[1]

- Chapter 3 (En construcción)

## Idioma
Mech Mice por el momento solo se encuentra en un idioma, el cual es el Inglés, lo más probable es que pronto el juego tenga más idiomas.
Se podría decir que Mech Mice aún sigue en construcción, aunque comparado con el anterior juego de Lance Priebe: Club Penguin, Mech Mice está incrementando muy rápido, con la mirada fuerte hacia el éxito.

## Primer libro
Mech Mice lanzó su primer libro conocido como: Génesis Strike   en el año 2012, escrito por Cale Atkinsons, el cual puede ser comprado en la tienda en línea Amazon.

## Aplicación Móvil
El equipo de Hyper Hippo Games ha lanzado la aplicación móvil de Mech Mice, donde uno puede jugar en su cuenta sin necesidad de estar en la computadora. La aplicación solo está disponible para iPad.

## Mech Mice Academy (Ahora Wild Warfare)
Mech Mice Academy  es un juego multijugador masivo en línea, donde los usuarios pueden luchar contra otras personas en tiempo real, Mech Mice Academy se encuentra en una fase Alpha, y cuenta con lo siguiente:
- Poder entrar en tu usuario
- Tener 3 personajes para elegir
- Ir subiendo de nivel (actualmente se sabe que el nivel máximo es 27)
- Poder jugar "Captura la bandera",[4] "batalla" o "batalla en equipo"

Mech Mice Academy se ha convertido en Wild Warfare, con nuevos personajes, y un nuevo diseño, mira el artículo de Hyper Hippo Games para leer más.

## Mech Mice Tactics Ahora Gratis
Desde qué la empresa Hyper Hippo Games ha decidido comenzar a desarrollar más juegos han pensado en hacer que Mech Mice Tactics sea gratis (antes costaba $19.99 USD) este cambio se ha dado en Mech Mice Tactis del juego de Internet como en la aplicación para iPad.

Puedes acceder a la página de Mech Mice desde aquí: MechMice.com o a la página de Hyper Hippo Games desde aquí: HyperHippo.ca Archivado el 18 de febrero de 2013 en Wayback Machine.